# Monster (альбом Kiss)
Monster (в переводе с англ. — «Монстр») — двадцатый и последний студийный альбом хард-рок-группы Kiss, вышедший в 2012 году. Название альбома можно было узнать уже 21 августа 2011 года на официальном сайте Kiss. Monster был записан в студии Conway Recording Studios, в Голливуде, Калифорния и спродюсирован Полом Стэнли и Грегом Коллинзом, который уже продюсировал альбом 2009 года, Sonic Boom. В альбом вошло 12 песен из 20-25, над которыми работала группа. Это второй студийный релиз нынешнего состава группы: Эрик Сингер на барабанах, Томми Тайер на гитаре, а также основатели Пол Стэнли и Джин Симмонс.

## Информация об альбоме
10 марта Джин Симмонс сообщил в своём радио-интервью для Heavy Metal Thunder, что группа отправится в студию на три недели чтобы записать от 20 до 25 песен для нового студийного альбома.
Эрик Сингер сказал, что после проверки готовности аппаратуры и инструментов, KISS начнут записывать его 4 апреля. Пол Стэнли рассказал, что дизайн обложки альбома будет стилистически похож на обложку альбома Destroyer, хотя работало над изображением большое количество художников.
Согласно интервью соло-гитариста Томми Таера, у коллектива был замысел создать новый альбом слегка тяжелее по звучанию чем Sonic Boom, так как создание Monster шло на основе раннего материала группы. Похоже Джин Симмонс сравнил альбом с комбинацией трёх предыдущих альбомов группы: Destroyer, Revenge и предшественника альбома Monster — Sonic Boom. Симмонс прокомментировал звук альбома:

Мясо и картошка. Вы знаете, это будет словно Санта-Клаус. Взлёт и падение. Все привыкают к этому, вещи меняются и мода меняется, но хорошо знать, что Санта Клаус придёт и он не собирается менять свою одежду, и знаете, что вы собираетесь получить — подарки.
Группа снова использовала старое оборудование, вместо того чтобы использовать новый популярный механизм. Джин Симмонс говорит об этом: 

Технология — соблазнительный обман, он очаровывает вас. Вы жмёте на кнопку и вам больше ничего не нужно делать. Но аналог — это любовь всей жизни. Вы можете нажать действительно сильно и это всегда даст отдачу. Для записи нового альбома у нас фактически была лишь запись с 24 треками и старенькая консоль Trident.
В интервью с Элиотом Сигалом 2 мая 2011 года, в Elliot in the Morning Симмонс упомянул, что группа записала пять песен, а альбом звучит как смесь Destroyer и Revenge.
Первоначально предполагалось, что в альбом войдет 10 песен, но Симмонс перед выступлением на American Music Awards 2011 сказал, что в альбоме будет 15 новых композиций, и все они написаны участниками Kiss. Также коллектив выпустит DVD перед тем, как Kiss отправятся в мировое турне в поддержку Monster.
3 января 2012 года группа Kiss загрузила видео на YouTube, где Пол Стэнли прокомментировал, что альбом через два-три дня будет завершен. Микширование альбома было назначено на 6 января 2012 года и закончено в марте.
Первым синглом альбома стала песня «Hell or Hallelujah», которая была выпущена 2 июля в мире, а 3 июля — в США. 3 июля на своём официальном сайте Kissonline.com группа объявила дату выхода Monster — 15 октября во всём мире и 16 октября в США.

## Список композиций
| №                   | Название                                                   | Автор(ы)                            | Основной вокал      | Длительность |
| ------------------- | ---------------------------------------------------------- | ----------------------------------- | ------------------- | ------------ |
| 1.                  | «Hell or Hallelujah» (с англ. — «Ад или Аллилуя»)          | Пол Стэнли                          | Стэнли              | 4:07         |
| 2.                  | «Wall of Sound» (с англ. — «Стена Звука»)                  | Стэнли, Джин Симмонс, Томми Тайер   | Симмонс             | 2:55         |
| 3.                  | «Freak» (с англ. — «Чудак»)                                | Стэнли, Тайер                       | Стэнли              | 3:35         |
| 4.                  | «Back to the Stone Age» (с англ. — «Назад в Каменный Век») | Симмонс, Стэнли, Тайер, Эрик Сингер | Симмонс             | 3:01         |
| 5.                  | «Shout Mercy» (с англ. — «Моли о Пощаде»)                  | Стэнли, Тайер                       | Стэнли              | 4:04         |
| 6.                  | «Long Way Down» (с англ. — «Долгий Путь Вниз»)             | Стэнли, Тайер                       | Стэнли              | 3:51         |
| Общая длительность: | Общая длительность:                                        | Общая длительность:                 | Общая длительность: | 21:33        |

| №                   | Название                                                                    | Автор(ы)               | Основной вокал      | Длительность |
| ------------------- | --------------------------------------------------------------------------- | ---------------------- | ------------------- | ------------ |
| 7.                  | «Eat Your Heart Out» (с англ. — «Съешь Своё Сердце»)                        | Симмонс                | Симмонс             | 4:06         |
| 8.                  | «The Devil is Me» (с англ. — «Дьявол - это Я»)                              | Симмонс, Стэнли, Тайер | Симмонс             | 3:40         |
| 9.                  | «Outta This World» (с англ. — «Вне Этого Мира»)                             | Тайер                  | Тайер               | 4:29         |
| 10.                 | «All for the Love of Rock & Roll» (с англ. — «Всё для Любви к Рок-н-Роллу») | Стэнли                 | Сингер              | 3:21         |
| 11.                 | «Take Me Down Below» (с англ. — «Возьми Меня Ниже Низа»)                    | Симмонс, Стэнли, Тайер | Симмонс, Стэнли     | 3:24         |
| 12.                 | «Last Chance» (с англ. — «Последний Шанс»)                                  | Стэнли, Симмонс, Тайер | Стэнли              | 3:05         |
| Общая длительность: | Общая длительность:                                                         | Общая длительность:    | Общая длительность: | 22:05        |

| №                   | Название                                            | Автор(ы)            | Основной вокал      | Длительность |
| ------------------- | --------------------------------------------------- | ------------------- | ------------------- | ------------ |
| 13.                 | «Right Here Right Now» (с англ. — «Здесь и Cейчас») | Стэнли, Тайер       | Стэнли              | 3:58         |
| Общая длительность: | Общая длительность:                                 | Общая длительность: | Общая длительность: | 47:36        |

| №                   | Название                              | Автор(ы)                                  | Основной вокал      | Длительность |
| ------------------- | ------------------------------------- | ----------------------------------------- | ------------------- | ------------ |
| 13.                 | «King of the Night Time World (Live)» | Стэнли, Ким Фоули, Марк Энтони, Боб Эзрин | Стэнли              | 3:59         |
| Общая длительность: | Общая длительность:                   | Общая длительность:                       | Общая длительность: | 47:37        |

| Оценки критиков               | Оценки критиков |
| Источник                      | Оценка          |
| ----------------------------- | --------------- |
| AllMusic                      | [ 11 ]          |
| Washington Times              | [ 12 ]          |
| Grande Rock                   | 7.5/10          |
| The Guardian                  | [ 14 ]          |
| Vista Records                 | [ 15 ]          |
| Unrated NYC                   | 8/10            |
| Brave Words & Bloody Knuckles | 8.5/10          |
| Montreal Gazette              | [ 18 ]          |
| Ultimate Classic Rock         | 7/10            |
| Los Angeles Times             | [ 20 ]          |

## Чарты
| Чарт (2012)                     | Максимальная позиция |
| ------------------------------- | -------------------- |
| Australian Albums Chart         | 7                    |
| Austrian Albums Chart           | 6                    |
| Belgian Albums Chart (Flanders) | 37                   |
| Belgian Albums Chart (Wallonia) | 36                   |
| Canadian Albums Chart           | 3                    |
| Dutch Albums Chart              | 17                   |
| Finnish Albums Chart            | 8                    |
| German Albums Chart             | 6                    |
| Italian Albums Chart            | 9                    |
| Norwegian Albums Chart          | 2                    |
| Spanish Albums Chart            | 11                   |
| Swedish Albums Chart            | 4                    |
| Swiss Albums Chart              | 8                    |
| UK Albums Chart                 | 21                   |
| U.S. Billboard 200              | 3                    |
| U.S. Billboard Hard Rock Charts | 1                    |
| U.S. Billboard Rock Charts      | 2                    |
| U.S. Digital Albums             | 17                   |
| U.S. Tastemaker Albums          | 4                    |

## Участники записи
- Пол Стэнли — ритм-гитара, вокал,
- Джин Симмонс — бас-гитара, вокал
- Томми Таер — соло-гитара, вокал
- Эрик Сингер — ударные, вокал

### Другие музыканты
Брайн Вилан — клавишные на "Freak"